# Кеймбриджшър
Кеймбриджшър (на английски: Cambridgeshire) е административно и церемониално графство в регион Източна Англия. В състава му влизат 6 общини на обща площ от 3389 квадратни километра. Сред тях общината Питърбъро има статут на унитарна (самоуправляваща се) единица в състава на графството. Населението на графството към 2009 година (заедно с Питърбъро) е 778 200 жители. Административен център е град Кеймбридж, който е и самостоятелна община.

## География
Графството е част от официалния регион Източна Англия. На север граничи с област Линкълншър. На изток се намират графствата Норфък и Съфък. Есекс и Хартфордшър са в южна посока, а областите Бедфордшър и Нортхамптъншър са на запад.
Кеймбриджшър се простира на площ от 3389 квадратни километра, което го нарежда на 15-о място от 48 териториални области в Англия.
От 1998 година, община Питърбъро е със самостоятелно управлене, независимо от това на графството. Въпреки това официално тя е част от Кеймбриджшър.
Големи части от територията на графството са с много малка надморска височина, като местността „Холм Фен“ край селцето Холм в община Хънтингдъншър е най-ниското място в Обединеното кралство, бидейки на 2,75 m под морското равнище. Най-високата точка в областта е на 146 m над морското ниво. Намира се при село Грейт Чизхил в община Южен Кеймбриджшър.
През 2002 година, след проведена маркетингова кампания, организацията за опазване на природата „Плантлайф“ неофициално избира цветето „Pasqueflower“ (Pulsatilla vulgaris) за символ на графството.
В Кеймбриджшър се намира районът известен като „Силикон Фен“, британския еквивалент на прочутата Силициева долина в Калифорния, САЩ. Тук е съсредоточена промишлеността в сферата на електрониката и високите технологии.

### Административно деление
| Област / графство | Община               | Община | Главен град | Други селища                                 |
| ----------------- | -------------------- | ------ | ----------- | -------------------------------------------- |
| Кеймбриджшър      | Кеймбридж            |        | Кеймбридж   |                                              |
| Кеймбриджшър      | Южен Кеймбриджшър    |        | Кембоурн    | Соустън, Хистън, Грейт Шелфорд, Котънхам     |
| Кеймбриджшър      | Хънтингдъншър        |        | Хънтингдън  | Сейнт Ниътс, Сейнт Айвс, Годманчестър, Рамзи |
| Кеймбриджшър      | Фенланд              |        | Марч        | Уисбийч, Чатърис, Уитълзи                    |
| Кеймбриджшър      | Източен Кеймбриджшър |        | Или         | Соуам                                        |
| Кеймбриджшър      | Питърбъро            |        | Питърбъро   |                                              |

## Демография
Изменение на населението на графството (заедно с община Питърбъро) за период от две десетилетия 1991-2009 година:
| година    | 1991    | 2001    | 2009    |
| --------- | ------- | ------- | ------- |
| население | 645 106 | 708 719 | 778 200 |

Разпределение на населението по общини към 2001 година:
| Община               | Площ km2 | Население | Гъстота (жители/km2) |
| -------------------- | -------- | --------- | -------------------- |
| Кеймбридж            | 40.70    | 108 863   | 2675                 |
| Южен Кеймбриджшър    | 901.63   | 130 108   | 144                  |
| Хънтингдъншър        | 906.18   | 156 954   | 173                  |
| Фенланд              | 546.45   | 83 519    | 153                  |
| Източен Кеймбриджшър | 651.28   | 73 214    | 112                  |
| Питърбъро            | 343.38   | 156 061   | 454                  |
| общо                 | 3389.62  | 708 719   | 209                  |